# Nostocales
Nostocales je řád sinic s nevětvenou nebo nepravě větvenou vláknitou stélkou, obvykle se speciálními buňkami, tzv. heterocyty, které slouží k biologické fixaci vzdušného dusíku. Také tvoří akinety a kolem vláken se často nachází sliz.

## Klasifikace
Systematika sinic je nevyjasněná, ale jednoduše se dá tento řád rozdělit na několik základních čeledí:
- Microchaetaceae - např. Tolypothrix
- Nostocaceae - např. Nodularia, Aphanizomenon, Nostoc
- Rivulariaceae - např. Rivularia, Gloeotrichia
- Scytonemataceae